# Campionati sudamericani di atletica leggera indoor 2024
I III Campionati sudamericani di atletica leggera indoor si sono svolti all'Estadio de Atletismo del Gobierno Autónomo Municipal di Cochabamba, in Bolivia, il 27 e 28 gennaio 2024.

## Nazionali partecipanti
Tra parentesi è indicato il numero di atleti.
- Argentina (9)
- Bolivia (35)
- Brasile (35)
- Cile (11)
- Colombia (7)
- Panama (1)
- Paraguay (4)
- Perù (8)
- Uruguay (5)
- Venezuela (10)

## Risultati

### Uomini
| Specialità | Oro                                                                      | Prestazione | Argento                                                               | Prestazione                                   | Bronzo                                           | Prestazione                                      |
| 60 m | Felipe Bardi                                                             | 6"58        | Aron Earl                                                             | 6"76                                          | David Vivas                                      | 6"78                                             |
| 400 m | Elián Larregina                                                          | 46"37       | Lucas Vilar                                                           | 47"33                                         | Kelvis Padrino                                   | 47"39                                            |
| 800 m | José Antonio Maita                                                       | 1'54"13     | Ryan López                                                            | 1'54"56                                       | Marco Vilca                                      | 1'55"04                                          |
| 1500 m | David Ninavia                                                            | 3'56"65     | Guilherme Kurtz                                                       | 4'00"38                                       | Thiago André                                     | 4'00"54                                          |
| 3000 m | David Ninavia                                                            | 8'26"73     | Daniel Toroya                                                         | 8'37"25                                       | Juan Jorge Gonzales                              | 8'45"05                                          |
| 60 m ostacoli | Eduardo de Deus                                                          | 7"58 =      | Martín Saenz                                                          | 7"66                                          | Brayan Rojas                                     | 7"74                                             |
| Staffetta 4 × 400 m | Venezuela Javier Gómez Julio Rodríguez Kelvis Padrino José Antonio Maita | 3'11"41     | Bolivia Mateo Bustamante Marcelo Pérez Ikenna Ibe-Akobi Nery Peñaloza | 3'17"98                                       | l'evento ha visto la partecipazione di 2 squadre | l'evento ha visto la partecipazione di 2 squadre |
| Salto in alto | Fernando Ferreira                                                        | 2,21 m      | Thiago Moura                                                          | 2,15 m                                        | Carlos Layoy                                     | 2,15 m                                           |
| Salto con l'asta | Ricardo Montes                                                           | 5,20 m      | l'evento ha visto un solo atleta classificato                         | l'evento ha visto un solo atleta classificato | l'evento ha visto un solo atleta classificato    | l'evento ha visto un solo atleta classificato    |
| Salto in lungo | Arnovis Dalmero                                                          | 8,06 m      | Emiliano Lasa                                                         | 8,00 m                                        | Lucas dos Santos                                 | 7,92 m                                           |
| Salto triplo | Leodan Torrealba                                                         | 16,24 m     | Geiner Moreno                                                         | 16,22 m                                       | Maximiliano Díaz                                 | 16,00 m                                          |
| Getto del peso | Darlan Romani                                                            | 21,10 m     | Nazareno Sasia                                                        | 19,79 m                                       | Welington Morais                                 | 19,50 m                                          |
| Eptathlon | José Fernando Santana                                                    | 5 741 p.    | Gerson Izaguirre                                                      | 5 644 p.                                      | Santiago Ford                                    | 5 623 p.                                         |
| record mondiale; record mondiale stagionale; record sudamericano; record dei campionati; record nazionale; record personale; record personale stagionale. |                                                                          |             |                                                                       |                                               |                                                  |                                                  |

### Donne
| Specialità | Oro                                                              | Prestazione | Argento                                                               | Prestazione | Bronzo                                           | Prestazione                                      |
| 60 m | Vitória Cristina Rosa                                            | 7"32        | Laura Martínez                                                        | 7"40        | Anais Hernández                                  | 7"41                                             |
| 400 m | Tiffani Marinho                                                  | 53"47       | Noelia Martínez                                                       | 55"59       | KTábata de Carvalho                              | 56"35                                            |
| 800 m | María Pía Fernández                                              | 2'08"20     | Berdine Castillo                                                      | 2'09"76     | Flávia de Lima                                   | 2'11"34                                          |
| 1500 m | Anita Poma                                                       | 4'24"72     | María Pía Fernández                                                   | 4'27"48     | Benita Parra                                     | 4'39"33                                          |
| 3000 m | Benita Parra                                                     | 10'05"90    | Tatiana Poma                                                          | 11'02"14    | l'evento ha visto la partecipazione di 2 atlete  | l'evento ha visto la partecipazione di 2 atlete  |
| 60 m ostacoli | Ketiley Batista                                                  | 8"09        | Vitoria Alves                                                         | 8"55        | Millie Díaz                                      | 8"82                                             |
| Staffetta 4 × 400 m | Bolivia Cecilia Gómez Tania Guasace Valentina Rojas Mariana Arce | 3'52"49     | Uruguay Martina Coronato Millie Díaz María Pía Fernández Sofia Ingold | 4'09"39     | l'evento ha visto la partecipazione di 2 squadre | l'evento ha visto la partecipazione di 2 squadre |
| Salto in alto | Valdiléia Martins                                                | 1,85 m      | María Isabel Arboleda                                                 | 1,82 m      | Arielly Rodrigues Carla Ríos                     | 1,70 m                                           |
| Salto con l'asta | Beatriz Chagas                                                   | 4,20 m      | Isabel de Quadros                                                     | 4,00 m      | l'evento ha visto la partecipazione di 2 atlete  | l'evento ha visto la partecipazione di 2 atlete  |
| Salto in lungo | Lissandra Campos                                                 | 6,49 m      | Eliane Martins                                                        | 6,49 m      | Natalia Linares                                  | 6,32 m                                           |
| Salto triplo | Gabriele dos Santos                                              | 14,04 m     | Valeria Quispe                                                        | 12,82 m     | Estrella Lobo                                    | 12,81 m                                          |
| Getto del peso | Ivana Gallardo                                                   | 17,74 m     | Natalia Duco                                                          | 16,63 m     | l'evento ha visto la partecipazione di 2 atlete  | l'evento ha visto la partecipazione di 2 atlete  |
| Pentathlon | Raiane Procópio                                                  | 3 624 p.    | Tainara Mees                                                          | 3 617 p.    | Ana Camila Pirelli                               | 3 410 p.                                         |
| record mondiale; record mondiale stagionale; record sudamericano; record dei campionati; record nazionale; record personale; record personale stagionale. |                                                                  |             |                                                                       |             |                                                  |                                                  |

## Medagliere
Legenda
     Paese ospitante
| Posizione | Paese     | Oro | Argento | Bronzo | Totale |
| --------- | --------- | --- | ------- | ------ | ------ |
| 1         | Brasile   | 13  | 7       | 6      | 26     |
| 2         | Bolivia   | 4   | 4       | 3      | 11     |
| 3         | Venezuela | 4   | 2       | 2      | 8      |
| 4         | Colombia  | 1   | 3       | 3      | 7      |
| 5         | Cile      | 1   | 3       | 2      | 6      |
| 6         | Uruguay   | 1   | 3       | 1      | 1      |
| 7         | Argentina | 1   | 2       | 2      | 5      |
| 8         | Perù      | 1   | 1       | 1      | 3      |
| 9         | Paraguay  | 0   | 0       | 1      | 1      |
| Totale    | Totale    | 26  | 25      | 21     | 72     |